# راي باريت (منافس ألعاب قوى)
راي باريت (بالإنجليزية: Ray Barrett)‏ هو منافس ألعاب قوى أسترالي، ولد في 1952 في نيوساوث ويلز في أستراليا، وتوفي في 2000 في كوينزلاند في أستراليا.

## روابط خارجية
- راي باريت على موقع Paralympic.org (الإنجليزية)